# ألو
ألو (المعروفة أيضًا بشكل غير رسمي باسم توا أو مملكة فوتونا) هي واحدة من ثلاث زعامات رسمية في إقليم واليس وفوتونا الفرنسي (الآخران هما أوفيا وسيغاف) في أوقيانوسيا في جنوب المحيط الهادئ.

## نظرة عامة
تضم الزعامة المعروفة باسم ألو الثلثين الشرقيين (53 كيلومتر مربع (20 ميل مربع) من 83 كيلومتر مربع (32 ميل مربع) من جزيرة فوتونا، وجميع جزيرة ألوفي غير المأهولة في الغالب (32 كيلومتر مربع (12 متر مربع. ميل)، عدد السكان 2)، 2 كيلومتر (1.2 ميل) إلى الجنوب الشرقي من جزيرة فوتونا. تبلغ المساحة الإجمالية التابعة لزعامة 85 كيلومترًا مربعًا (33 ميلًا مربعًا)، ويبلغ إجمالي عدد السكان 1,950 نسمة منتشرين بين تسع قرى، اعتبارًا من تعداد 2018. العاصمة هي قرية مالائي (عدد سكانها 238). أكبر قرية هي أونو مع حوالي 738 فردًا. إن ملك ألو الحالي أو ملك مملكة ألو هو لينو ليليفاي، الذي شغل هذا المنصب منذ تتويجه في 29 نوفمبر 2018 بعد أن تنازل الملك السابق، فيليبو كاتوا، بسبب ظروف صحية.